# Barh El Gazel
Die Region Barh El Gazel ist eine Provinz des Tschad. Ihre Hauptstadt ist Moussoro. Sie wurde 2008 aus der Region Kanem herausgelöst. Namensgebend war das die Provinz der Länge nach durchziehende Tal des Bahr el-Ghazal.

## Untergliederung
Die Region ist in vier Départements unterteilt:
| Département         | Hauptort  | Kommunen                                      |
| ------------------- | --------- | --------------------------------------------- |
| Barh el Gazel Nord  | Salal     | Mandjoura, Dourgoulanga, Salal, Toumia, Islet |
| Barh el Gazel Sud   | Moussoro  | Amsilep, Moussoro, Fizigui                    |
| Barh el Gazel Ouest | Chadra    | Chadra, Mozaragui                             |
| Kleta               | Michemire | Michemire, Sofa                               |